# Eccellenza Umbria 2011-2012
Il campionato italiano di calcio di Eccellenza regionale 2011-2012 è il ventunesimo organizzato in Italia. Rappresenta il sesto livello del calcio italiano ed il maggiore in ambito regionale.
Questo è il girone unico organizzato dal Comitato Regionale dell'Umbria.

## Stagione

### Aggiornamenti
Cambio di denominazione:
- da Tiberis Montecorona a Tiberis.

## Squadre partecipanti
| Club                | Città                                   | Stagione 2010-11                                                     |
| ------------------- | --------------------------------------- | -------------------------------------------------------------------- |
| Angelana            | Santa Maria degli Angeli di Assisi (PG) | 12° in Eccellenza Umbria, salva dopo i play out                      |
| Bastia              | Bastia Umbra (PG)                       | 6° in Eccellenza Umbria                                              |
| Campitello          | Terni                                   | 9° in Promozione Umbria/B, ripescato                                 |
| Cannara             | Cannara (PG)                            | 10° in Eccellenza Umbria                                             |
| Casacastalda        | Casacastalda di Valfabbrica (PG)        | 2° in Promozione Umbria/A, promosso dopo play off                    |
| Città di Castello   | Città di Castello (PG)                  | 14° in Eccellenza Umbria, retrocesso dopo i play out e poi ripescato |
| Collepepe           | Collepepe di Collazzone (PG)            | 11° in Eccellenza Umbria                                             |
| Grifoponte Torgiano | Torgiano (PG)                           | 8° in Eccellenza Umbria                                              |
| Gualdo              | Gualdo Tadino (PG)                      | 5° in Eccellenza Umbria                                              |
| Narnese             | Narni (TR)                              | 9° in Eccellenza Umbria                                              |
| Nestor              | Marsciano (PG)                          | 3° in Eccellenza Umbria                                              |
| Nocera Umbra        | Nocera Umbra (PG)                       | 7° in Eccellenza Umbria                                              |
| Real Virtus         | Passaggio di Bettona (PG)               | 2° in Promozione Umbria/B, ripescata                                 |
| San Sisto           | San Sisto di Perugia                    | 1° in Promozione Umbria/A, promosso                                  |
| San Venanzo         | San Venanzo (TR)                        | 1° in Promozione Umbria/B, promosso                                  |
| Tiberis             | Umbertide (PG)                          | 4° in Eccellenza Umbria                                              |

## Classifica finale
|  | Pos. | Squadra             | Pt | G  | V  | N  | P  | GF | GS | DR  |
|  | ---- | ------------------- | -- | -- | -- | -- | -- | -- | -- | --- |
|  | 1.   | Bastia              | 62 | 30 | 18 | 8  | 4  | 54 | 24 | +30 |
|  | 2.   | Casacastalda        | 56 | 30 | 15 | 11 | 4  | 46 | 24 | +22 |
|  | 3.   | Narnese             | 55 | 30 | 15 | 10 | 5  | 44 | 30 | +14 |
|  | 4.   | San Sisto           | 50 | 30 | 13 | 11 | 6  | 35 | 22 | +13 |
|  | 5.   | Gualdo              | 47 | 30 | 13 | 8  | 9  | 34 | 27 | +7  |
|  | 6.   | Angelana            | 44 | 30 | 11 | 11 | 8  | 40 | 34 | +6  |
|  | 7.   | Tiberis             | 40 | 30 | 12 | 4  | 14 | 45 | 51 | -6  |
|  | 8.   | San Venanzo         | 39 | 30 | 10 | 9  | 11 | 41 | 35 | +6  |
|  | 9.   | Grifoponte Torgiano | 36 | 30 | 9  | 9  | 12 | 25 | 32 | -7  |
|  | 10.  | Città di Castello   | 34 | 30 | 9  | 7  | 14 | 34 | 53 | -19 |
|  | 11.  | Nestor              | 34 | 30 | 8  | 10 | 12 | 35 | 45 | -10 |
|  | 12.  | Nocera Umbra        | 31 | 30 | 7  | 10 | 13 | 20 | 29 | -9  |
|  | 13.  | Real Virtus         | 30 | 30 | 5  | 15 | 10 | 26 | 34 | -8  |
|  | 14.  | Cannara             | 30 | 30 | 7  | 9  | 14 | 25 | 39 | -14 |
|  | 15.  | Collepepe           | 29 | 30 | 6  | 11 | 13 | 25 | 35 | -10 |
|  | 16.  | Campitello          | 28 | 30 | 7  | 7  | 16 | 29 | 44 | -15 |

Legenda:

      Promossa in Serie D 2012-2013.
      Ammessa ai play-off nazionali.
 Ammesse ai play-off o ai play-out.
      Retrocessa in Promozione Umbria 2012-2013.
Regolamento:

Tre punti a vittoria, uno a pareggio, zero a sconfitta.
In caso di pari merito per assegnare il 1º posto (promozione diretta) ed il 16º posto (retrocessione diretta) viene disputata una gara di spareggio in campo neutro.
In caso di arrivo di due o più squadre a pari punti, la graduatoria verrà stilata secondo la classifica avulsa tra le squadre interessate, che prevede in ordine i seguenti criteri: 
- Punti negli scontri diretti
- Differenza reti negli scontri diretti
- Differenza reti generale
- Reti realizzate in generale
- Sorteggio

Nei play off e nei play out vige il criterio dei 9 punti di distacco, soglia al di sopra della quale, la sfida non viene disputata e la squadra meglio classificata, a seconda dei casi, o accede alla fase successiva oppure ottiene la salvezza.
Note:

Il Casacastalda è stato promosso dopo i play off nazionali.
Il Cannara, in qualità di perdente della finale dei play out, è stato successivamente riammesso a completamento dell'organico.

## Risultati

### Tabellone
Ogni riga indica i risultati casalinghi della squadra segnata a inizio della riga, contro le squadre segnate colonna per colonna (che invece avranno giocato l'incontro in trasferta). Al contrario, leggendo la colonna di una squadra si avranno i risultati ottenuti dalla stessa in trasferta, contro le squadre segnate in ogni riga, che invece avranno giocato l'incontro in casa.
|                     | ANG  | BAS | CAM | CAN | CAS | CIT | COL | GPT | GUA | NAR | NES | NOC | REA | SAS | SAV | TIB |
| ------------------- | ---- | --- | --- | --- | --- | --- | --- | --- | --- | --- | --- | --- | --- | --- | --- | --- |
| Angelana            | –––– | 2-2 | 0-0 | 2-1 | 0-2 | 5-0 | 2-1 | 3-0 | 2-1 | 0-0 | 1-0 | 0-0 | 1-2 | 1-1 | 1-1 | 3-0 |
| Bastia              | 2-1  |     | 4-2 | 2-0 | 0-0 | 2-0 | 4-0 | 2-3 | 3-1 | 2-1 | 3-0 | 0-0 | 2-0 | 0-1 | 0-0 | 2-0 |
| Campitello          | 1-0  | 1-2 |     | 0-1 | 2-4 | 0-0 | 2-0 | 0-0 | 0-1 | 0-0 | 1-2 | 1-1 | 2-1 | 1-2 | 2-1 | 2-4 |
| Cannara             | 1-1  | 0-2 | 1-2 |     | 1-1 | 1-1 | 0-1 | 0-0 | 0-1 | 2-1 | 0-3 | 2-1 | 1-1 | 1-0 | 2-0 | 2-3 |
| Casacastalda        | 0-1  | 1-2 | 2-0 | 3-0 |     | 2-1 | 1-0 | 0-0 | 1-0 | 2-2 | 4-0 | 0-1 | 0-0 | 1-1 | 1-1 | 0-1 |
| Città di Castello   | 2-3  | 2-1 | 2-0 | 2-1 | 2-5 |     | 1-0 | 0-1 | 1-3 | 2-1 | 3-3 | 3-1 | 0-0 | 0-1 | 0-1 | 1-3 |
| Collepepe           | 2-2  | 0-0 | 1-1 | 0-0 | 1-1 | 3-1 |     | 0-1 | 0-1 | 1-1 | 1-1 | 1-1 | 1-1 | 0-0 | 0-0 | 1-0 |
| Grifoponte Torgiano | 0-2  | 1-1 | 2-0 | 0-1 | 1-2 | 0-1 | 1-2 |     | 1-0 | 1-1 | 0-0 | 2-1 | 1-1 | 0-0 | 1-3 | 1-2 |
| Gualdo              | 1-1  | 0-1 | 1-2 | 0-0 | 0-0 | 2-0 | 1-0 | 2-1 |     | 0-1 | 2-1 | 3-1 | 2-1 | 1-2 | 1-1 | 3-0 |
| Narnese             | 3-0  | 2-1 | 3-2 | 3-1 | 1-0 | 2-2 | 3-2 | 2-1 | 2-0 |     | 3-1 | 1-0 | 0-0 | 2-0 | 1-1 | 3-1 |
| Nestor              | 3-0  | 1-1 | 4-2 | 2-1 | 3-4 | 1-2 | 0-2 | 0-1 | 0-0 | 2-0 |     | 1-0 | 1-0 | 2-2 | 0-0 | 0-4 |
| Nocera Umbra        | 2-0  | 0-0 | 1-0 | 2-0 | 0-1 | 1-1 | 2-0 | 1-0 | 0-0 | 0-0 | 1-1 |     | 0-1 | 0-1 | 2-1 | 1-3 |
| Real Virtus         | 1-1  | 1-2 | 2-1 | 0-0 | 2-2 | 0-2 | 0-1 | 1-1 | 2-2 | 1-2 | 1-1 | 1-0 |     | 0-0 | 0-2 | 1-1 |
| San Sisto           | 0-0  | 0-3 | 0-0 | 1-1 | 1-1 | 4-0 | 1-0 | 2-0 | 1-2 | 3-0 | 2-0 | 3-1 | 1-1 |     | 3-1 | 2-1 |
| San Venanzo         | 3-1  | 2-3 | 1-0 | 1-2 | 1-2 | 5-1 | 3-1 | 1-2 | 0-1 | 1-2 | 1-1 | 0-0 | 2-0 | 1-0 |     | 4-1 |
| Tiberis             | 4-2  | 2-5 | 1-2 | 2-1 | 0-2 | 0-0 | 1-3 | 0-1 | 2-2 | 1-1 | 0-2 | 0-1 | 1-3 | 1-0 | 4-2 |     |

## Spareggi

### Play-off

#### Tabellone
|  | Semifinali | Semifinali   | Semifinali |           |   | Finale       | Finale | Finale |  |
|  |            |              |            |           |   |              |        |        |  |
|  | 2          | Casacastalda | 5          |           |   |              |        |        |  |
|  | 2          | Casacastalda | 5          |           |   |              |        |        |  |
|  | 5          | Gualdo       | 0          |           |   |              |        |        |  |
|  | 5          | Gualdo       | 0          |           | 2 | Casacastalda | 3      |        |  |
|  |            |              |            |           | 2 | Casacastalda | 3      |        |  |
|  |            |              | 4          | San Sisto | 1 |              |        |        |  |
|  | 3          | Narnese      | 4          | San Sisto | 1 | 1            |        |        |  |
|  | 3          | Narnese      |            |           |   |              |        |        |  |
|  | 4          | San Sisto    | 2          |           |   |              |        |        |  |

#### Semifinali
|              | Risultati |           | Luogo e data                |
| ------------ | --------- | --------- | --------------------------- |
| Casacastalda | 5-0       | Gualdo    | Valfabbrica, 13 maggio 2012 |
| Narnese      | 1-2       | San Sisto | Narni, 12 maggio 2012       |
|              |           |           |                             |

#### Finale
|              | Risultati |           | Luogo e data                 |
| ------------ | --------- | --------- | ---------------------------- |
| Casacastalda | 3-1       | San Sisto | Bastia Umbra, 19 maggio 2012 |
|              |           |           |                              |

### Play-out

#### Tabellone
|  | Semifinali | Semifinali   | Semifinali |         |    | Finale       | Finale | Finale |  |
|  |            |              |            |         |    |              |        |        |  |
|  | 12         | Nocera Umbra | 1          |         |    |              |        |        |  |
|  | 12         | Nocera Umbra | 1          |         |    |              |        |        |  |
|  | 15         | Collepepe    | 0          |         |    |              |        |        |  |
|  | 15         | Collepepe    | 0          |         | 12 | Nocera Umbra | 2      |        |  |
|  |            |              |            |         | 12 | Nocera Umbra | 2      |        |  |
|  |            |              | 14         | Cannara | 0  |              |        |        |  |
|  | 13         | Real Virtus  | 14         | Cannara | 0  | 1            |        |        |  |
|  | 13         | Real Virtus  |            |         |    |              |        |        |  |
|  | 14         | Cannara      | 2          |         |    |              |        |        |  |

#### Semifinali
|              | Risultati |           | Luogo e data                         |
| ------------ | --------- | --------- | ------------------------------------ |
| Nocera Umbra | 1-0       | Collepepe | Nocera Umbra, 13 maggio 2012         |
| Real Virtus  | 1-2       | Cannara   | Passaggio di Bettona, 13 maggio 2012 |
|              |           |           |                                      |

#### Finale
|              | Risultati |         | Luogo e data                             |
| ------------ | --------- | ------- | ---------------------------------------- |
| Nocera Umbra | 2-0       | Cannara | Santa Maria degli Angeli, 20 maggio 2012 |
|              |           |         |                                          |